# Fodé Camara (football, 1998)
Pour les articles homonymes, voir Fodé Camara et Camara.
Fodé Camara est un footballeur guinéen, né le 17 avril 1998 à Conakry (Guinée), évoluant au poste d'arrière gauche au PAE Chania.

## Biographie
Formé au SC Bastia, Camara commence sa carrière avec Bastia à la suite de la relégation administrative du club. Il participe à dix-huit matchs pour sa première saison.
Il rejoint le GFC Ajaccio à l'été 2018, et devient joueur régulier sous les ordres d'Albert Cartier puis Hervé Della Maggiore. Il participe à trente-deux matchs sous les couleurs des gaziers en Ligue 2, deux matchs de Coupe de France, et un match en Coupe de la Ligue. 

## Statistiques
| Saison                | Club                  | Championnat           | Championnat | Championnat | Coupe nationale | Coupe nationale | Coupe de la Ligue | Coupe de la Ligue | Compétition(s) continentale(s) | Compétition(s) continentale(s) | Compétition(s) continentale(s) | Total | Total |
| Saison                | Club                  | Division              | M.          | B.          | M.              | B.              | M.                | B.                | Comp.                          | M.                             | B.                             | M.    | B.    |
| 2016-2017             | SC Bastia             | Ligue 1               | -           | -           | -               | -               | -                 | -                 | -                              | -                              | -                              | 0     | 0     |
| 2017-2018             | SC Bastia             | National 3            | 18          | 0           | -               | -               | -                 | -                 | -                              | -                              | -                              | 18    | 0     |
| Sous-total            | Sous-total            | Sous-total            | 18          | 0           | -               | -               | -                 | -                 | -                              | -                              | -                              | 18    | 0     |
| 2018-2019             | GFC Ajaccio           | Ligue 2               | 32          | 0           | 2               | 0               | 1                 | 0                 | -                              | -                              | -                              | 35    | 0     |
| 2019-2020             | GFC Ajaccio           | National              | 8           | 0           | 1               | 0               | -                 | -                 | -                              | -                              | -                              | 9     | 0     |
| Sous-total            | Sous-total            | Sous-total            | 40          | 0           | 3               | 0               | 1                 | 0                 | -                              | -                              | -                              | 44    | 0     |
| Total sur la carrière | Total sur la carrière | Total sur la carrière | 58          | 0           | 3               | 0               | 1                 | 0                 | -                              | -                              | -                              | 62    | 0     |